# Lepadella quadricurvata
Lepadella quadricurvata är en hjuldjursart som beskrevs av Francez och Pourriot 1984. Lepadella quadricurvata ingår i släktet Lepadella och familjen Lepadellidae. Inga underarter finns listade i Catalogue of Life.